# Koningskapel (Maastricht)
De Koningskapel was een laatgotische kapel aan het Vrijthof in de Nederlandse stad Maastricht. De in 1478 ingewijde kapel was een stichting van de Franse koningen Karel VII en Lodewijk XI, waarschijnlijk in verband met een miraculeuze genezing, toegeschreven aan de bemiddeling door Sint-Servaas. Het aan drie zijden vrijliggende bouwwerk van mergelsteen was onderdeel van de Sint-Servaaskerk en had binnen die kerk een aantal specifieke functies, aanvankelijk vooral gericht op Franse pelgrims. Begin negentiende eeuw werd de kapel grotendeels gesloopt.

## Geschiedenis
De Koningskapel werd in 1463 gesticht in opdracht van Lodewijk XI van Frankrijk, wellicht in herinnering aan zijn twee jaar eerder overleden vader. Hij stelde daartoe de som van 1650 Franse ponden ter beschikking, in 1466 vermeerderd met 1200 kronen. Deze schenking aan het kapittel van Sint-Servaas, via het Maastrichtse stadsbestuur, kwam tot stand op 5 december 1463 na bemiddeling van Peter Bouten, secretaris van de koning, en Guillaume de Vatrije, ontvanger der gelden in Maastricht. De kwitantie van deze transactie is nog aanwezig in het Maastrichtse stadsarchief, onderdeel van het RHCL. Daarin is te lezen dat het geld bedoeld was voor een kapel met altaar en dat het kapittel het bedrag zou teruggeven, indien aan deze voorwaarde niet kon worden voldaan.
Wat de intenties van Lodewijk XI (en zijn vader) waren met de stichting van een kapel in het verre Maastricht, is onderwerp van discussie. In een brief van de koning wordt godsvrucht als reden opgegeven ("uyt sijne loffelijcker devotien"). Geopperd is dat de bedevaartkapel bedoeld was ter herdenking van een wonder dat enkele jaren tevoren in de Sint-Servaaskerk zou zijn geschied. Diverse bronnen noemen Karel VII, de vader van Lodewijk XI, als initiatiefnemer van de kapelstichting. Karels moeder, Isabella van Beieren, was een nicht van hertog Hendrik XVI van Beieren, die te Maastricht genezen zou zijn van de jicht, na aanschouwing van het borstkruis van Sint-Servaas (volgens een legende zouden daarbij de voeten van het crucifix zijn afgevallen). De oudste bron voor deze wonderbaarlijke genezing dateert van 1544. Pas veel later werd deze gebeurtenis in verband gebracht met de bouw van de Koningskapel. Problematisch aan deze verklaring is het feit dat de onderlinge relaties in de Franse koninklijke familie in deze tijd bijzonder slecht waren: Lodewijk XI en Karel VII leefden sinds 1450 tot aan de dood van de laatste in 1461 in onmin en Karel VII stuurde zijn moeder in ballingschap, waarna zij hem onterfde en de Franse kroon aan de koning van Engeland schonk. Van Lodewijk XI is bekend dat hij (bij)gelovig was, maar hij stond vooral bekend vanwege zijn intriges ("de spin"). Waarschijnlijker is daarom dat de Maastrichtse stichting een weloverwogen zet was in het schaakspel van het Frans-Bourgondische conflict. Met zijn gulle gaven poogde de Franse koning de Bourgondisch-gezinde proost van het Sint-Servaaskapittel, Antonius Hanneron, aan zijn zijde te krijgen, om zo de Bourgondische machthebbers in het tweeherige Maastricht te dwarsbomen: de Brabants-Bourgondische hertog Filips de Goede en de Luikse prins-bisschop Lodewijk van Bourbon (zie ook: Raadkamer van Bourgondië).

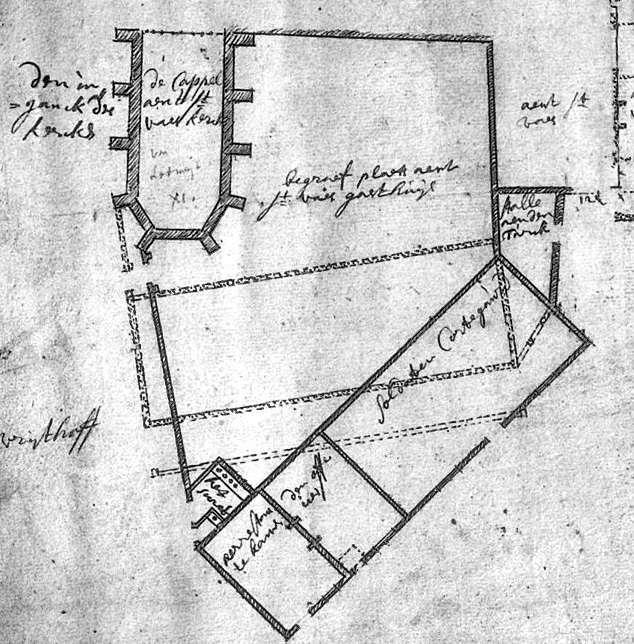
Plattegrond kapel (ontwerp Hoofdwacht, 1733)

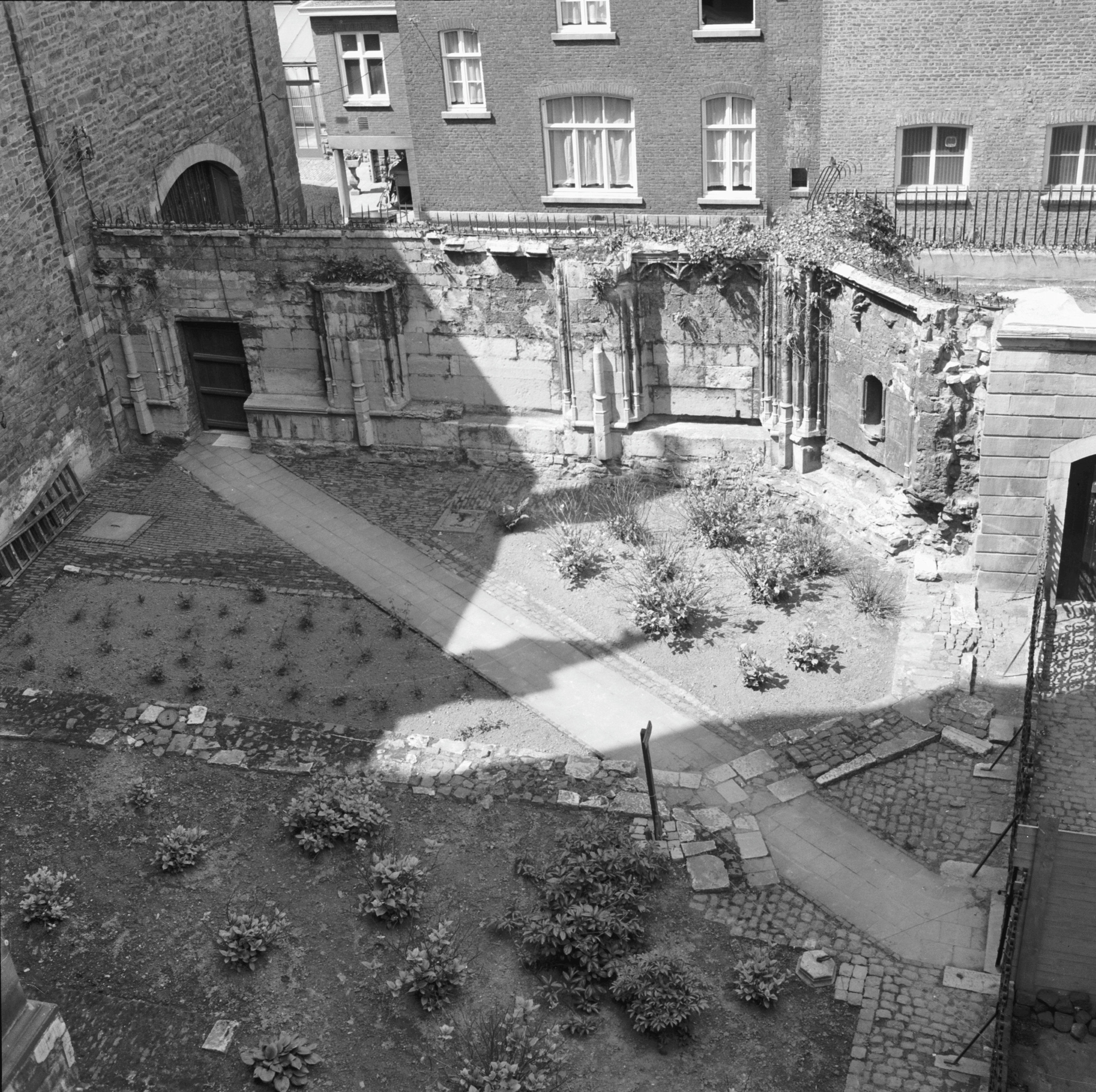
Bovenaanzicht, 1963

De kapel, die het midden houdt tussen een vrijstaande kapel en een zijkapel, werd in de jaren na 1463 gebouwd en doet qua vormgeving enigszins denken aan de Sainte-Chapelle in Parijs, hoewel veel kleiner en minder ambitieus. Ongeveer gelijktijdig met de bouw van de kapel werden de kloostergangen van de Sint-Servaaskerk in gotische stijl vernieuwd. In de traceringen van de spitsboogramen zijn daar, naast het Bourgondisch kruis, de Franse lelie te herkennen. De kapel was in 1478 gereed. De bouwwerkzaamheden werden mogelijk ten dele geleid door de Waalse bouwmeester Cornelis de Wael, die van 1473 tot 1477 genoemd wordt als werkmeester van de Sint-Lambertuskathedraal in Luik en tegelijkertijd in Maastricht aan de Sint-Servaaskerk werkte. Later werkte hij in 's-Hertogenbosch, Utrecht en Haarlem.
Vanaf 1484 had, overeenkomstig de wens van de koning, de broederschap van kapelaans van het Sint-Servaaskapittel (ook wel "kleine kanunniken" genoemd) zijn dagelijkse zittingen en getijdengebeden in de kapel. Vóór die tijd kwamen de kleine kanunniken bijeen in het aan de overzijde van het Vrijthof gelegen Sint-Servaasgasthuis, maar dit werd door het rumoer van de aanwezige gasten als minder geschikt ervaren. Drie kapelaans, die vast aan de kapel verbonden waren en daar dagelijks de mis lazen in het Frans, werden door de Fransen betaald uit de opbrengsten van landerijen die door de secretaris van Lodewijk XI in Wessem en Beegden waren gekocht. In 1488, vijf jaar na het overlijden van Lodewijk XI, ontving het kapittel opnieuw een bedrag van de Fransen. Het geld was deze keer bedoeld om het Sint-Servaasgasthuis uit te breiden met een nachtverblijf, een accommodatie die uitsluitend voor Franse pelgrims was gereserveerd.
In de Koningskapel, die aan San Salvator (Jezus als Verlosser of Zaligmaker) was toegewijd, werden op hoogtijdagen bepaalde relieken getoond om door pelgrims, vooral die uit Frankrijk, te worden vereerd. Het betrof het zogenaamde borstkruis van Sint-Servaas en twee verloren gegane reliekhouders met relikwieën van het Heilig Kruis: de monile van Sint-Servaas, volgens de overlevering door Sint-Servaas zelf gedragen, en een flesje met een splinter van het Heilig Kruis. Volgens sommige berichten werden deze laatste, kleinere reliekhouders om het grotere borstkruis gehangen, zoals dat ook in Aken en Keulen gebeurde. Naast de drie kruisreliekhouders werd in de Koningskapel soms de zogenaamde drinknap van Sint-Servaas aan het volk aangeboden om er geneeskrachtig water uit te drinken (hoewel dat meestal op het koor plaatsvond). Ook in dit opzicht was de Koningskapel een kopie van de Sainte-Chapelle, de reliekenkapel bij uitstek.
In 1797 werd het Sint-Servaaskapittel opgeheven en de kapittelkerk gesloten, waarbij een groot deel van de kerkinventaris verdween. In 1804 werd de kerk opnieuw ingewijd, nu als parochiekerk. In hetzelfde jaar, nog tijdens de Franse bezetting, werd de Koningskapel wegens bouwvalligheid gesloopt, op het onderste deel van de noordmuur na.
Eind negentiende eeuw, tijdens de grote kerkrestauratie onder leiding van Pierre Cuypers, heeft deze nog overwogen om de kapel te herbouwen, blijkens een tekening in zijn archief. Waarschijnlijk werd toen het muurrestant geconsolideerd en door middel van een hek afgesloten van het plein. De funderingen van de verdwenen muren waren in een perkje zichtbaar gemaakt. Een met hardsteen omlijst poortje in de resterende muur vormde de toegang tot de aan de kloostergang grenzende dienstgebouwen. Bij de grootschalige Vrijthof-opgravingen in de tweede helft van de twintigste eeuw werd de Koningskapel ongemoeid gelaten. In de jaren 1980 werd het hek verwijderd en sindsdien is de kapelruïne vrij toegankelijk vanaf het Vrijthof.

## Cultureel erfgoed

### Historische afbeeldingen

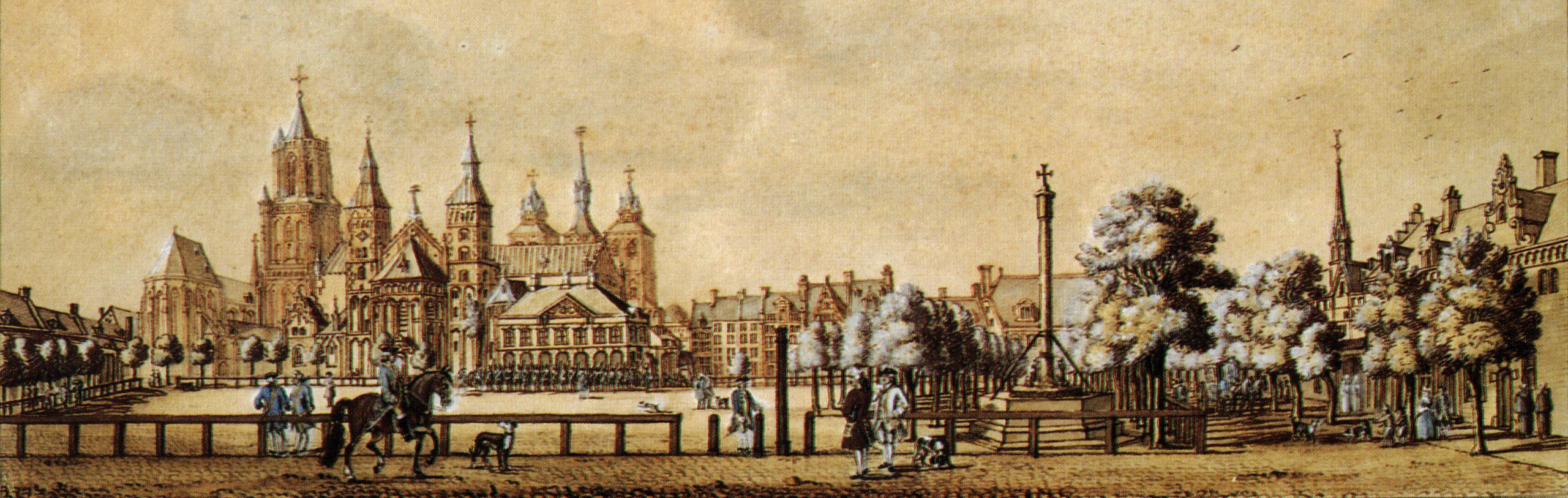
Het Vrijthof in 1750 (tekening Jan de Beijer)

Van de Koningskapel zijn enkele gedetailleerde tekeningen bewaard gebleven. Een vijftiende-eeuwse tekening van bruine inkt op perkament zou zelfs de bouwtekening kunnen zijn geweest. De tekening is onderdeel van een groter geheel, waarop ook de kloostergang van de kerk (in dezelfde tijd vernieuwd) en het beeld van Sint-Servaas zijn afgebeeld. Bijzonder is een miniatuur in een laat-vijftiende-eeuws Zuid-Nederlands handschrift in de British Library. De Chroniques abrégées des Anciens Rois et Ducs de Bourgogne bevat vrome teksten en tekeningen, die primair bedoeld waren voor Bourgondische ogen, mogelijk bedoeld voor de opvoeding van Filips de Schone. Afgebeeld is de twaalfde-eeuwse heilige Bernardus van Clairvaux en een groep cisterciënzers die op weg gaan om te prediken in Bourgondië. Het afgebeelde gebouw is niet zoals te verwachten de Abdij van Clairvaux, maar de Sint-Servaaskerk! De met Frans geld gebouwde Koningskapel is prominent afgebeeld op deze tekening, wat gezien zou kunnen worden als een provocatie.
Van de zeventiende-eeuwse tekeningen toont die van Remigio Cantagallina uit 1612 (thans in de KMSK-collectie in Brussel) de meeste details. Op de tekening zijn ook het ommuurde, naast de kapel gelegen ellendigenkerkhof te zien, en daar vlakbij, de Sint-Servaasfontein. Niet iedereen wist de verhoudingen juist te treffen: op een tekening van Valentijn Koltz uit circa 1670 -1678lijkt de Koningskapel groter dan het koor van de Sint-Janskerk en heeft bovendien een rechte koorsluiting. In de achttiende eeuw tekende onder anderen Jan de Beijer het Vrijthof met een enigszins achter de Hoofdwacht verscholen Koningskapel.

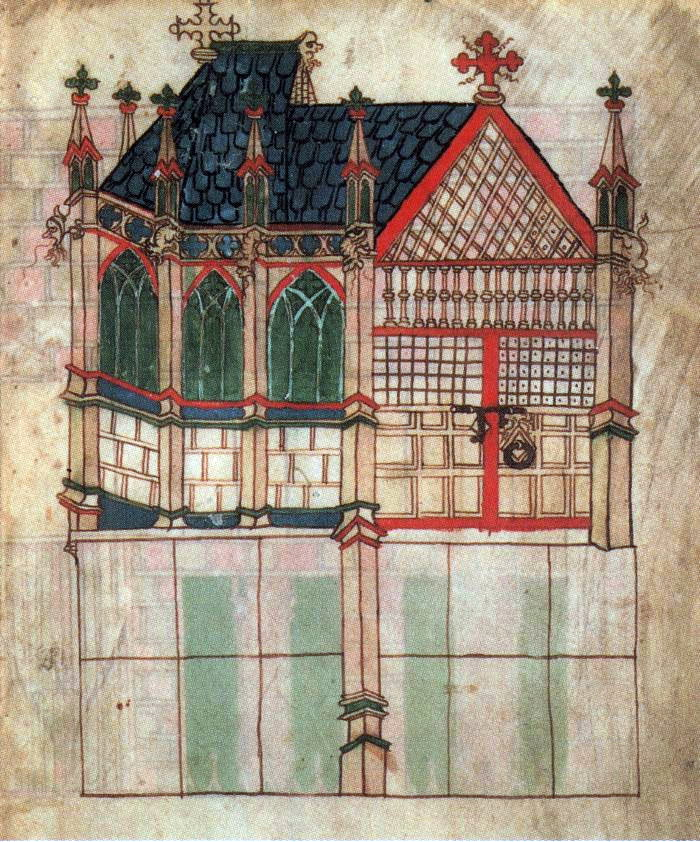
Pentekening, ca. 1460
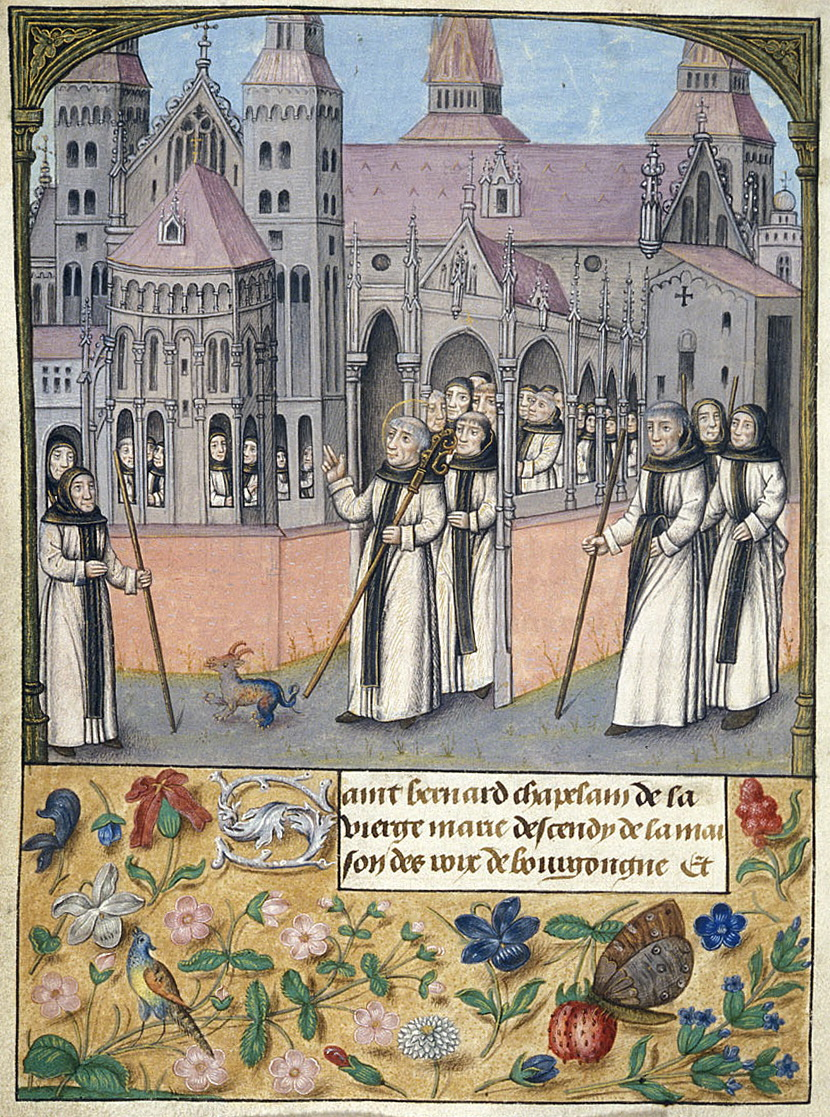
Miniatuur, ca. 1485-90
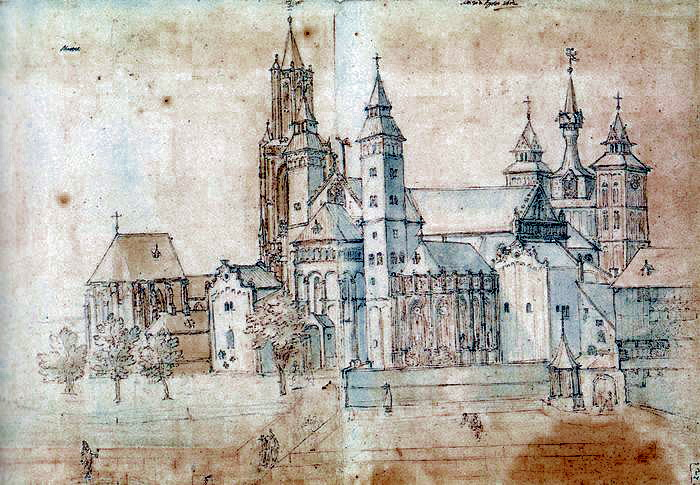
Remigio Cantagallina, 1612
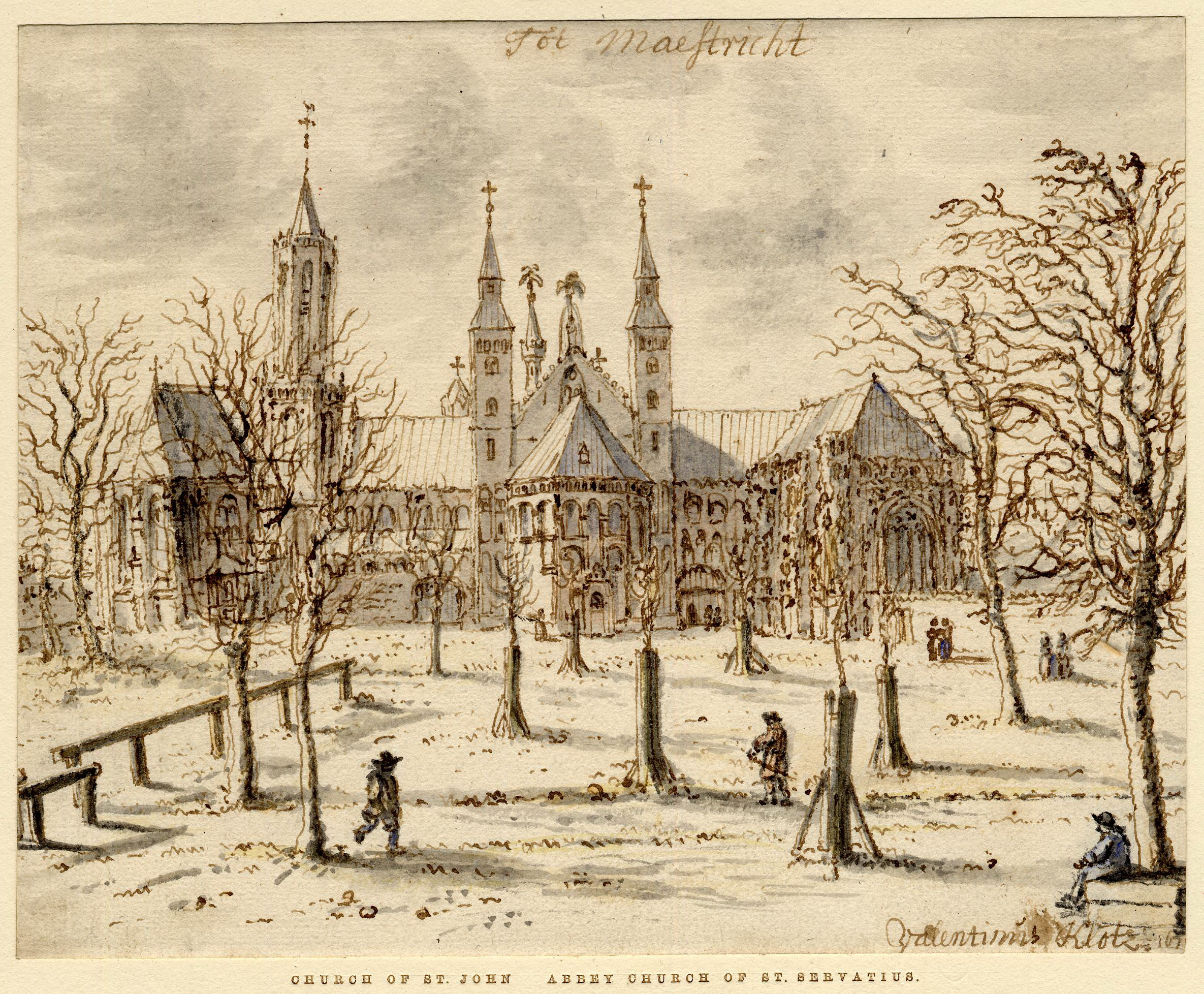
Valentijn Klotz, ca. 1670-1679

### Kapelrestanten

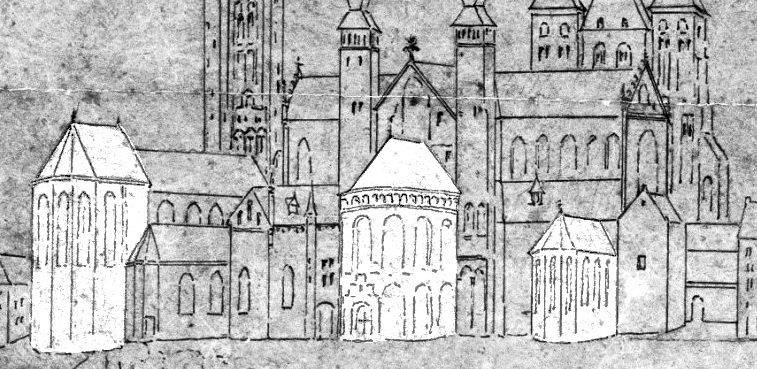
Gotische en romaanse koorpartijen aan het Vrijthof; rechts de Koningskapel

In het plaveisel van het Vrijthof zijn de contouren van de Koningskapel weergegeven door middel van afwijkende patronen in de bestrating. Het resterende deel van de noordmuur geeft nauwelijks een indruk van de uitbundige architectuur van de kapel en is bovendien her en der aangevuld, zodat een muur van gelijkmatige hoogte ontstond. Wel is te zien dat de kapel bestond uit een eenbeukig schip van twee traveeën en een vijfzijdig gesloten koor. Schip en koor waren ongeveer even lang; de gezamenlijke lengte bedroeg 13,3 m; de breedte van het schip 6,75 m (binnenmaten). De kapel moet in een zee van licht gebaad hebben door de negen grote ramen rondom. De vijf koorvensters waren elk 190 cm breed; die in het schip ruim 250 cm. Hoe hoog de ramen waren is niet te zeggen, maar de vensterbanken lagen vrij hoog (ca. 380 cm), zodat men in elk geval niet vanaf het Vrijthof in de kapel kon kijken. Bij het koor zijn nog restanten van blindtraceringen te zien. De hoekige basementen van de typisch laatgotische zuilenbundels zijn ook op de vijftiende-eeuwse bouwtekening te herkennen. De kapel had waarschijnlijk geen steunberen en luchtbogen; over het gewelf zijn geen gegevens bekend. Op de twee middeleeuwse tekeningen vallen de geprononceerde pinakels op; bij Cantagallina lijken die een stuk minder hoog. Wel toont hij bij het koor dezelfde verdubbeling van pinakels als de Vlaamse miniaturist. De gotische koorpartijen van de Koningskapel en de Sint-Janskerk moeten, samen met het romaanse koor van de Sint-Servaaskerk, een fraaie symmetrische aanblik hebben geboden.
In het interieur van de Sint-Servaaskerk is niets meer te zien van de voormalige doorgang naar de Koningskapel. De portaalruimte is door architect Pierre Cuypers omstreeks 1880 ingericht in neoromaanse stijl en doet thans dienst als kapel van de heiligen Eligius en Marcoen.

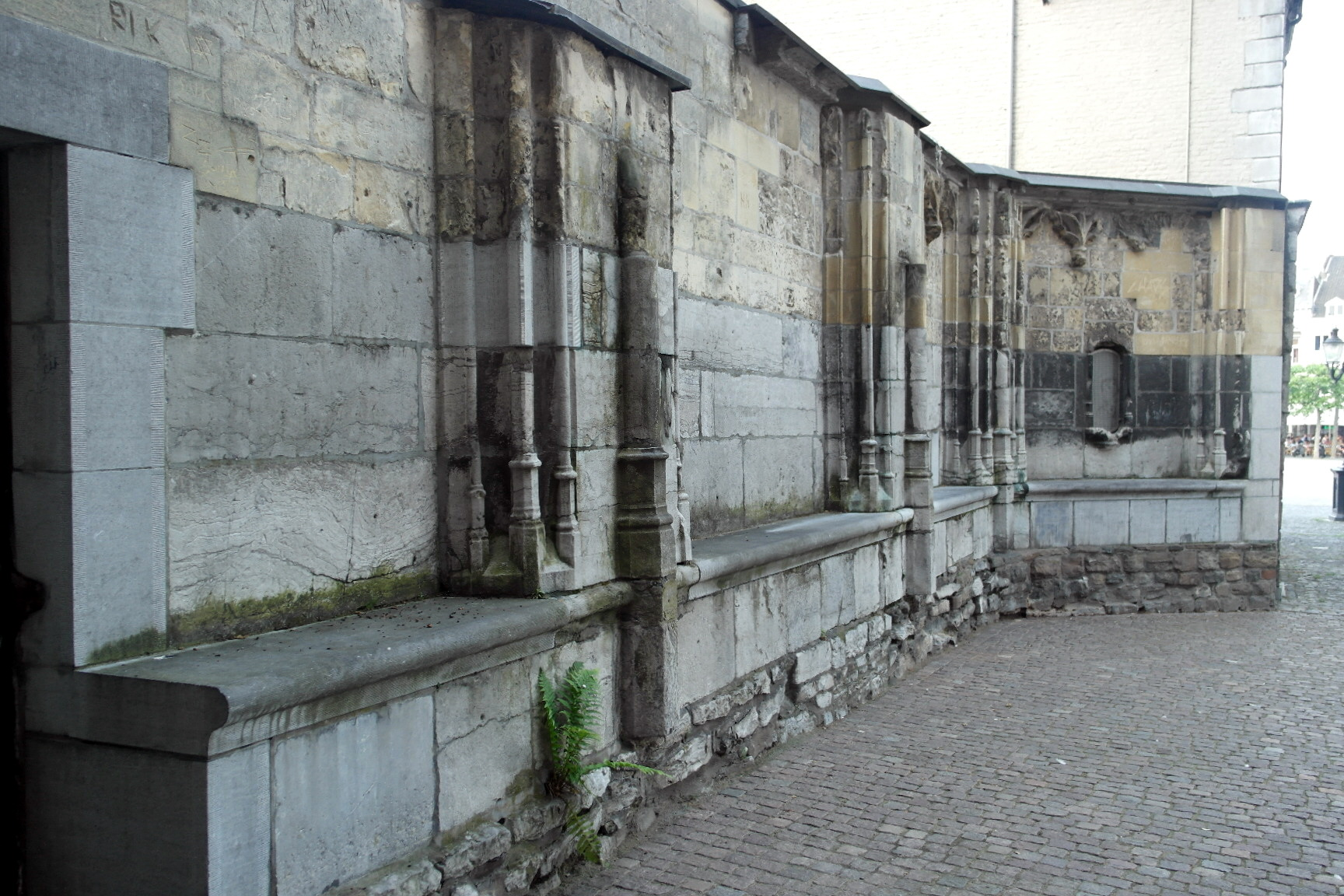
Kapelrestant met vensterbanken
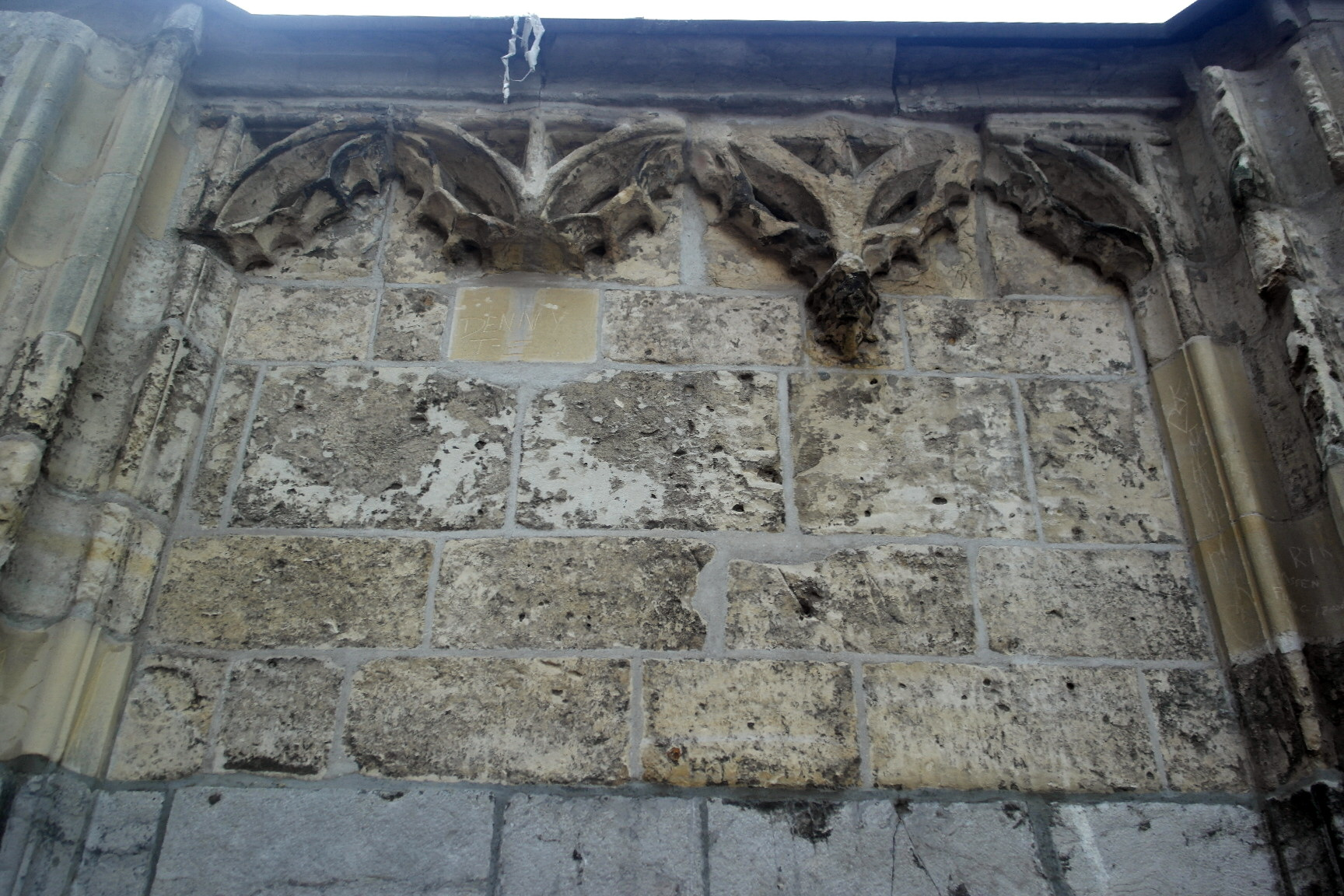
Blindtraceringen
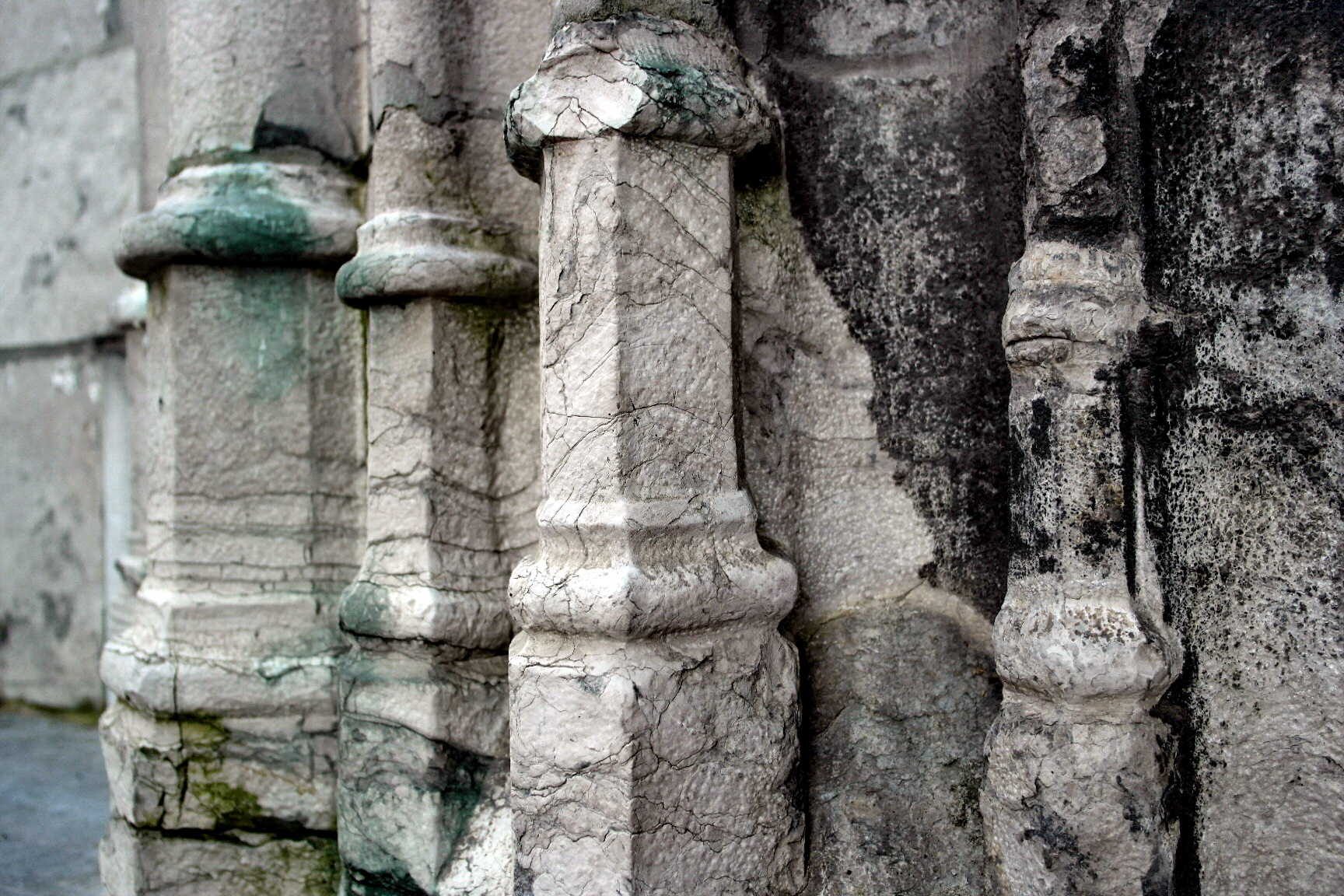
Laatgotische profileringen
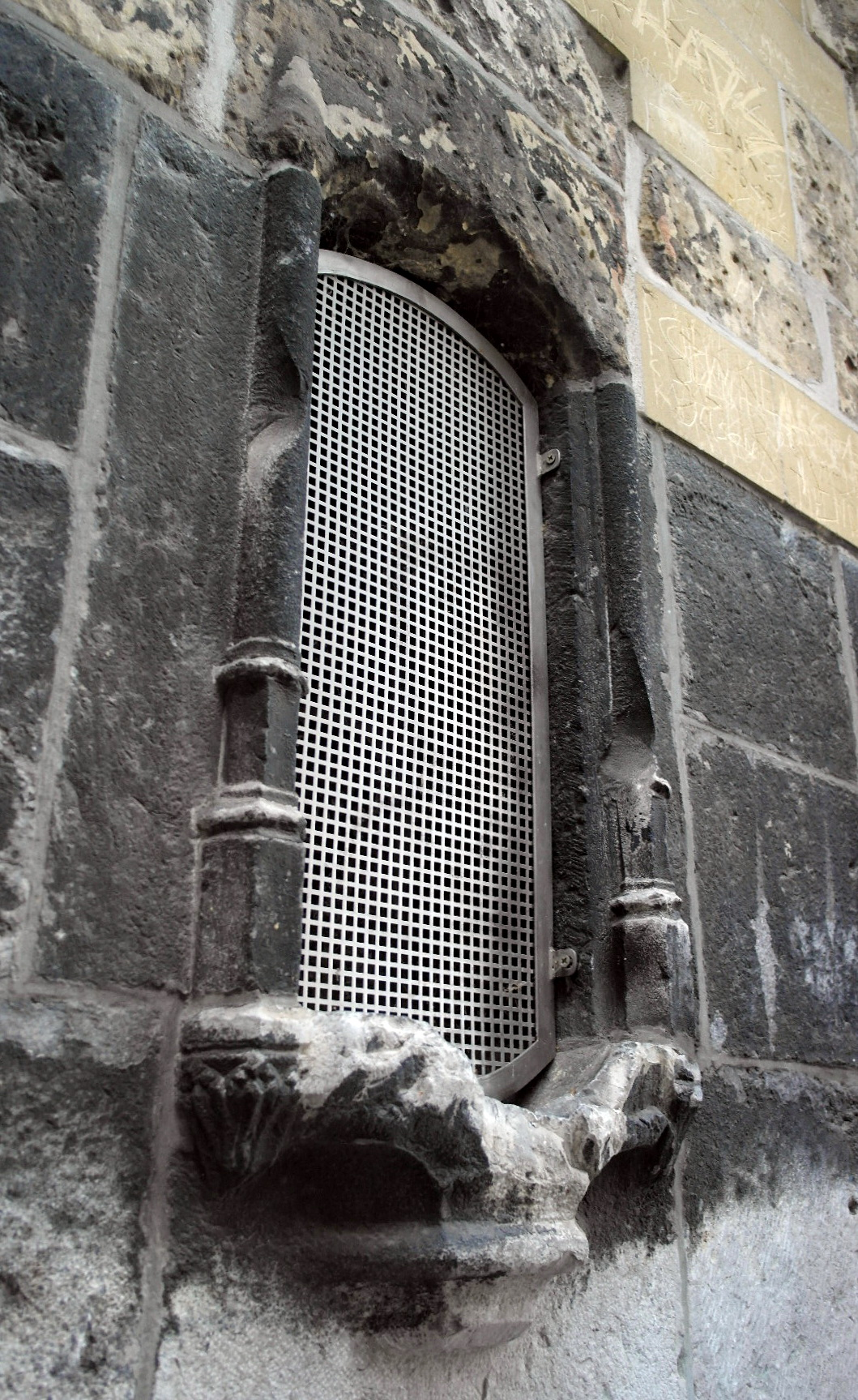
Detail muurnis

## Trivia
- De componist Marcus Teller was van 1715 tot 1725 rector in de Koningskapel.